# 中村岳陵

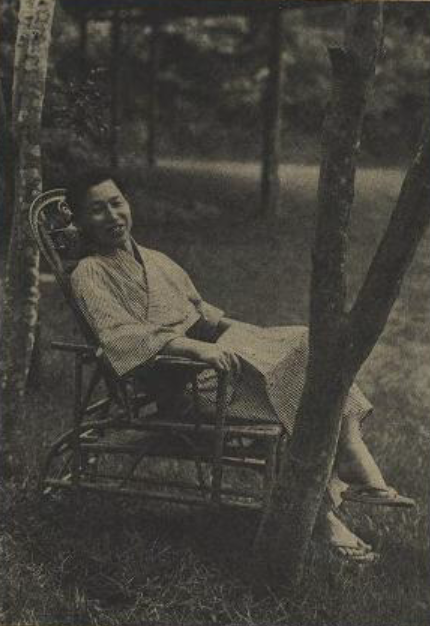
中村岳陵

中村 岳陵（なかむら がくりょう、1890年3月10日 - 1969年11月20日）は、日本画家。静岡県下田市生まれ。本名は恒吉。芸術院会員。毎日芸術大賞・朝日文化賞受賞。文化功労者。文化勲章受章。

## 経歴
1890年（明治23年）3月10日、現在の静岡県下田市旧岡方村で中村筆助、俊夫妻の間に、九人兄姉の末弟、三男として生まれる。下田尋常高等小学校卒業後上京、実姉・コウの嫁ぎ先であった医家に寄宿しながら、本所表町の明徳尋常高等小学校に入学。1902年（明治35年）、池田孤邨門下の野沢堤雨に入門して琳派を学ぶが、慣れぬ都会暮らしで脚気を患い、一旦の帰郷を余儀なくされ、その間に父と堤雨を亡くす。次いで1904年からは土佐派の川辺御楯に師事し、同年の日本美術協会展では「名和長年船上山に登るの図」が入選して画壇デビュー、翌年には御楯の別号である「花陵」より一字を譲り受けた画号「岳陵」を名乗り始める。しかし同年御楯は死去、その後は師の高弟の下で玄関番として修行するも長くは続かず、再び姉の嫁ぎ先に身を寄せる。
1908年（明治41年）に東京美術学校日本画科・選科に入学、寺崎広業、結城素明に学び、横山大観の知遇を得る。この一方で紅児会に入会したが、このことが、それまでもっぱら土佐派の画風を踏襲した武者絵を描いていた岳陵を西欧絵画に触れされることとなり、イギリスの画家ジョン・ウィリアム・ウォーターハウスの影響が濃厚な「水神」が生み出された。
また他方巽画会にも出品、1911年（明治44年）の同会展では「空海」が一等褒状を得た。
1912年（大正元年）、東京美術学校（現・東京藝術大学）日本画科を首席卒業。同年の第6回文部省美術展覧会（文展）で「乳糜供養」が官展初入選を果たすと、1914年（大正3年）の再興日本美術院第1回展に「緑蔭の饗莚」、翌1915年（大正4年）の同・第2回展へは「薄暮」を出品、同年に同院の同人となる。院展へはその後も、平家物語を題材とした「輪廻物語」、源氏物語に取材した「浮舟」、同名の物語に拠った「竹取物語」、白居易の詩に取材した「貴妃賜浴」など、古典的題材に取材した作品を出品した。この一方では1914年に今村紫紅らと赤耀会を設立、翌年の第2回展から同会の会展にも出品した。1926年（昭和元年）日本美術学校教授、1930年（昭和5年）に日本画家福田平八郎、山口蓬春、洋画家中川紀元、牧野虎雄らと六潮会を設立するが、これ以降の院展への出品作は1931年（昭和6年）の第18回展への「婉膩水韻」、1933年（昭和8年）の第20回展へ「都会女性職譜」、1934年（昭和9年）の第21回展への「砂丘」、1935年多摩美術大学教授、1939年（昭和14年）の第26回展への「流紋」、1942年（昭和17年）の第29回展への「緑影」など、都会的風俗に因んだものやモダニズム的傾向の濃厚なものが目立っている。特に「婉膩水韻」はレースの下着を脱ぎ捨てた全裸の女性が水中を泳ぐというその画題が物議をかもし、連作である「都会女性職譜」に当初含まれていた「女給」には風紀上の問題があるとされ、岳陵自らが開会後一日で撤去する、など話題を生んだ。1937年、文展審査員。1940年、法隆寺金堂壁画模写主任。1947年、帝国芸術院会員（同年末日本芸術院）、1949年、日展運営会理事、1950年、日本美術院脱退、1958年、日展常務理事。1959年、大阪四天王寺金堂壁画を製作する。1961年、 朝日文化賞、毎日芸術賞受賞。1962年、文化勲章受章、文化功労者。1963年、下田町名誉町民。
日本画に油絵の表現を取り入れた作品を制作し、代表作に「輪廻物語」「気球揚る」等。
日本画家中村宗弘は孫にあたる。東京国立近代美術館蔵の中村岳陵の代表作「孫」（1951年）のモデルは中村宗弘である。

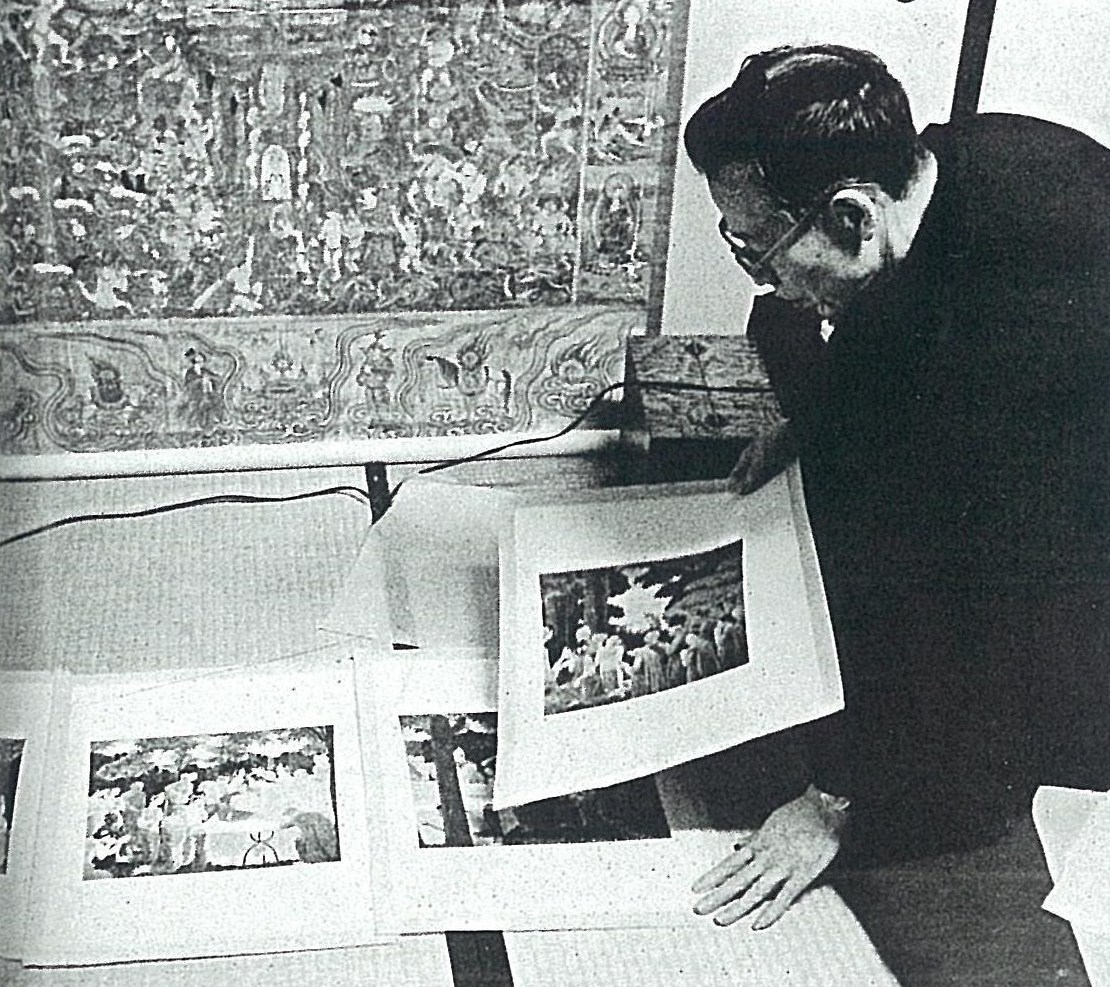
中村岳陵

## 画集ほか
- 『新日本画の描き方』　弘文社、1933
- 『現代名家素描集 第10輯 中村岳陵自選 植物篇』　芸艸堂、1940
- 『中村岳陵』　三彩社、1960年
- 『四天王寺金堂壁画』　毎日新聞社、1960年
- 『伝神譜 中村岳陵写生画集』1-4 　フジアート出版、1977年
- 『中村岳陵木版画秀作撰 四天王寺壁画』　毎日新聞社、1980年

## その他
- 1938年に「富士山の絵」「女性画」の2点を母校の下田市立下田小学校へ寄贈している。